# 圣皮埃尔堡 (瓦莱州)
聖皮埃爾堡（法語：Bourg-Saint-Pierre，法語發音：[buʁ sɛ̃ pjɛʁ]）是瑞士瓦莱州的一个市镇，面積90.09平方公里，海拔高度1,632米，2011年人口219，八成半人口信奉羅馬天主教，人口密度每平方公里2人。